# Schliestedt
Schliestedt ist ein Ortsteil der Stadt Schöppenstedt im niedersächsischen Landkreis Wolfenbüttel in Deutschland.
Wahrzeichen des Ortes ist das 1760 erbaute Schloss Schliestedt, das zu den bedeutendsten Bauten des Rokokos im Braunschweiger Land zählt.

## Geographische Lage
Schliestedt liegt zwischen den Höhenzügen Elm im Norden und der Asse im Südwesten in der fruchtbaren Schöppenstedter Mulde. Im Norden, vor dem Elm und Eitzum gelegen, grenzt Schliestedt an das Wäldchen Burgtal. Auf den umliegenden Hügeln tritt fossilreiches Juragestein zu Tage.

## Geschichte

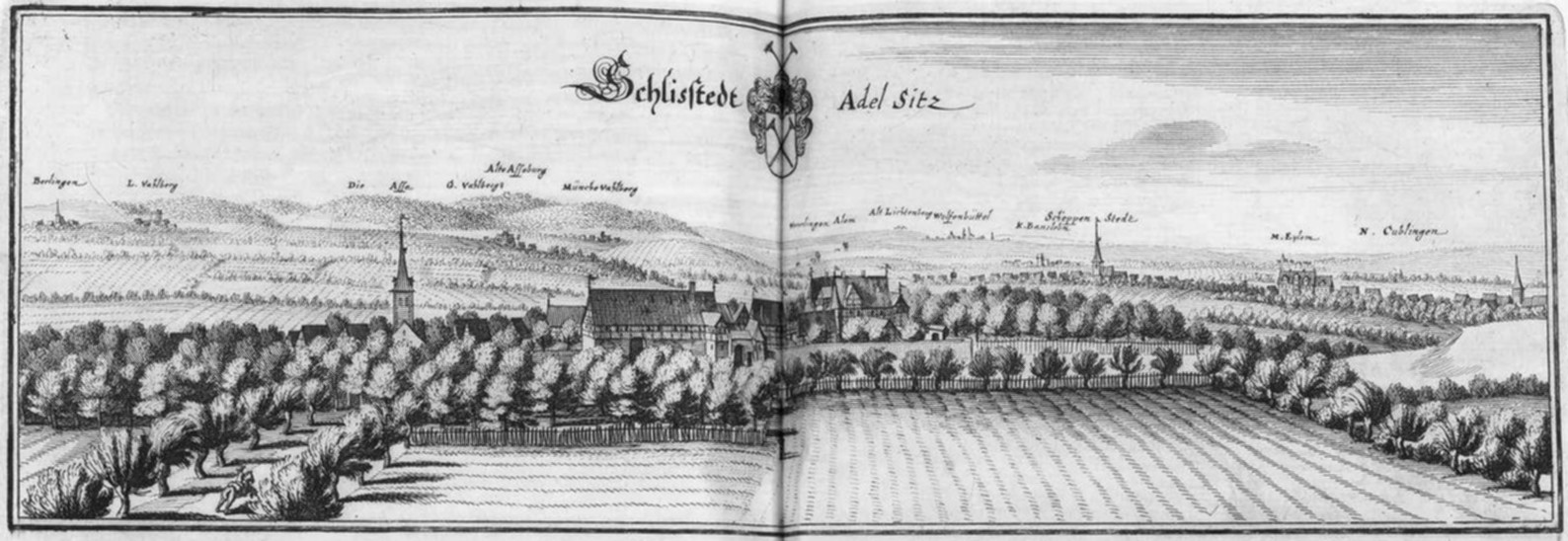
Schliestedt als Merian-Stich um 1654

Durch mehrere Funde jungsteinzeitlicher Werkzeuge und Keramik sowie durch Ausgrabungen konnte eine frühjungsteinzeitliche Besiedlung durch die Kultur der Bandkeramiker und anderer jungsteinzeitlicher Kulturen in der Umgebung des Ortes nachgewiesen werden.
Der Gründungszeitpunkt des Ortes ist unbekannt. Eine erste Ansiedlung entstand vermutlich im 8. Jahrhundert beim Bau einer fränkischen Befestigungsanlage nördlich des heutigen Ortes. Von der Anlage haben sich bis heute Wälle und Hohlwege im Wald zwischen Eitzum und Schliestedt, dem „Burgtal“, erhalten. Urkundlich wird der Ort erstmals 996 als Slistide genannt. Die Adelsbesitzungen des Ortes gehörten bis zum Verkauf 1562 dem ansässigen Adelsgeschlecht von Schliestedt, die 1147 mit Luidolfus de Slistide erstmals genannt werden. Das Adelsgeschlecht starb um 1613 aus, jedoch wurde der Titel „von Schliestedt“ 1736 an den Gutsbesitzer und Minister des Herzogs Karl I. von Braunschweig-Wolfenbüttel Heinrich Bernhard Schrader neu verliehen.

### Kirche
Nachdem die Burg mit der dazugehörigen Kapelle um 1317 verfallen war, wurde unter maßgeblicher Beteiligung der Gemeinde eine neue Pfarrkirche an der heutigen Stelle im Ort errichtet. Wann dies geschah, ist nicht bekannt. Die Jahreszahl MCCCCC (1500) auf der Südseite des Turms deutet auf eine mögliche Erweiterung des Kirchenbaus hin, sagt aber über das tatsächliche Alter der Kirche nichts aus. Aufgrund der romanischen Konstruktion des älteren Kirchenschiffes ist auf ein deutlich früher gelegenes Baudatum als 1500 zu schließen. Der Turm brannte 1783 durch Brandstiftung nieder und musste erneuert werden. Die heutige Turmspitze wurde 1887 nach dem Vorbild der ursprünglichen, abgebrannten Spitze erbaut, nach dem der Turm bis dahin eine geschweifte Haube getragen hatte. In der Kirche erhalten geblieben ist der zugemauerte Eingang zu einem Grabgewölbe mit Renaissance-Aufsatz. Das Grabgewölbe ließ 1617 der Schliestedter Gutsherr und Statthalter am Hof des Herzogs Friedrich Ulrich von Braunschweig-Wolfenbüttel Anton von der Streithorst für seine Ehefrau Dorothea, geb. von Bibow errichten. Hierüber gibt die Inschrift im Aufsatz und die ovale Kartusche mit den Wappen derer von der Streithorst und derer von Bibow Auskunft. Der eigentliche Anbau des Grabgewölbes im Süden der Kirche wurde Anfang der 1930er Jahre abgerissen.

### Burg und Schloss

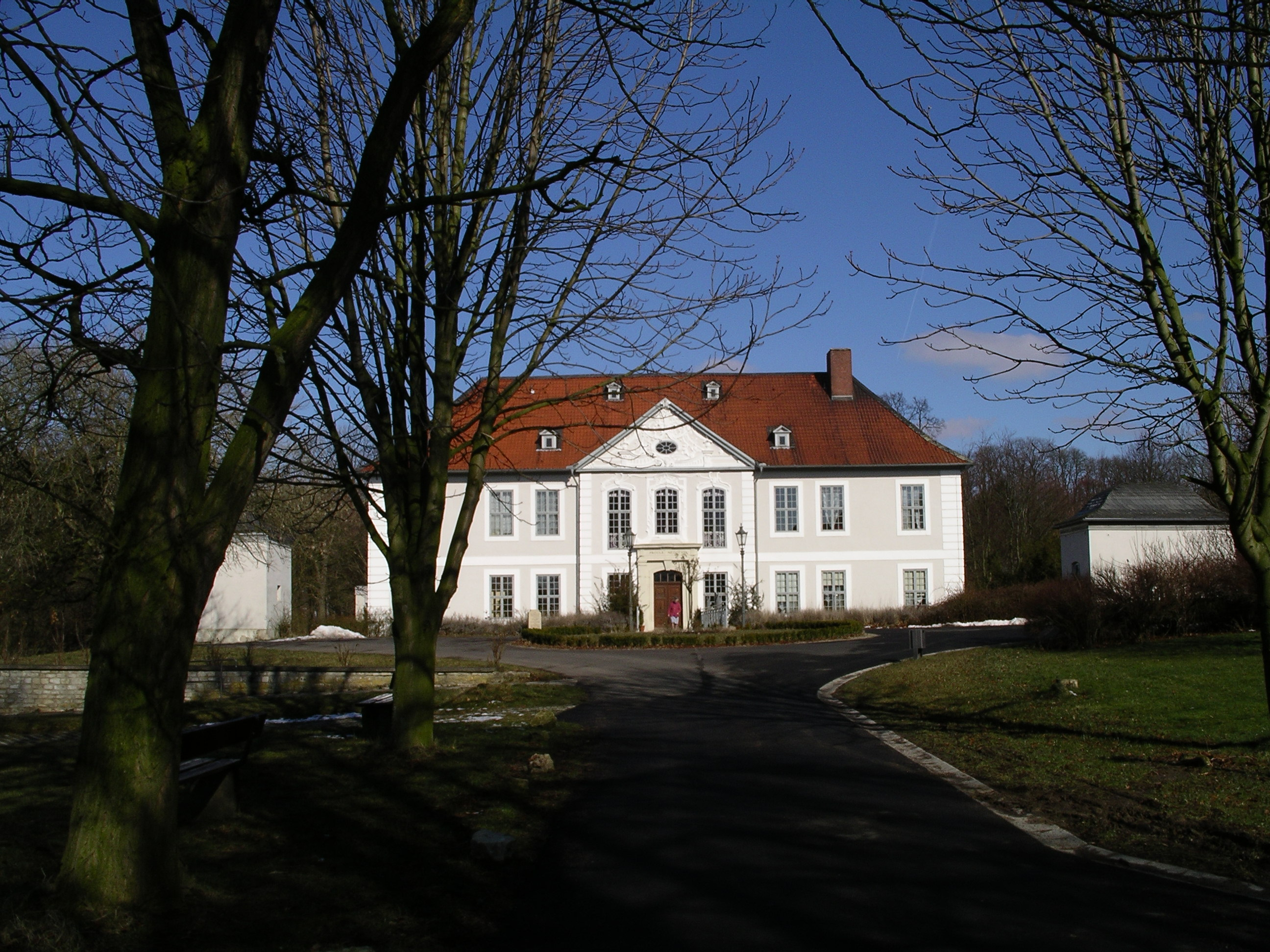
Schloss Schliestedt

Eine Kapelle in der Slistedeburg unmittelbar nördlich von Schliestedt wird 1219 erstmals genannt. Sie erscheint nie in Zusammenhang mit den Herren von Schliestedt, sondern mit den Herren von Dahlum oder dem Stift Marienberg. Deshalb ist es unwahrscheinlich, dass die Burg wie allgemein angenommen ursprünglich der Sitz der Herren von Schliestedt war. 1317 wurde die Burg als „verfallenes Räubernest“ bezeichnet. Als Örtlichkeit wird die Burg noch mehrfach überliefert. 1749 sollen noch Überreste vorhanden gewesen sein. Mittlerweile ist die Burg durch einen Steinbruch wahrscheinlich vollständig zerstört.
Anstelle der verfallenen Befestigungsanlage nördlich des heutigen Ortes wurde später im Ort eine Wasserburg errichtet, die auf einem Merian-Stich von 1654 zu sehen ist. Verschiedene adlige Rittergutsbesitzer haben die Burg nach Baubefunden immer wieder verändert, bis im 18. Jahrhundert der Gutsbesitzer Heinrich Bernhard Schrader von Schliestedt nach den Plänen des Ingenieurs Martin Peltier de Belfort ein Rokokoschloss auf den Grundmauern der alten Wasserburg bauen ließ. Hierher zog sich der in Wolfenbüttel, später in Braunschweig vielbeschäftigte Minister von Herzog Carl I. Heinrich Bernhard Schrader von Schliestedt procul negotiis, also „fernab der Geschäftigkeit“ zurück, wie man über dem Eingang zum Schlossgebäude lesen kann. Vom Giebel des nach Rokokoart verzierten Mittelrisalites blickt der ehemalige Schlossherr noch heute auf die eintretenden Gäste.
Im Laufe der Zeit übten verschiedene adlige Familien die Gutsherrschaft in Schliestedt aus und bestimmten maßgeblich das Leben der Einwohner des Dorfes: Die von Schliestedt (etwa 1147–1562), die von der Streithorst (1562–1663 bzw. 1748), die von Badendorff (1663–1733), Lowisen von der Planitz, verwitwete von Badendorff (1734–1741), Heinrich Bernhard Schrader von Schliestedt (1748–1777), die von Bülow (1777–1846), die von Schwicheldt, bzw. von Adelebsen (1846–1929).

### Textilherstellung
Heinrich Bernhard Schrader von Schliestedt ließ in Schliestedt ein neues Pfarrhaus und das ehemalige „große Fabriquenhaus“ mit über 40 Webstühlen für eine Seidenspinnerei errichten.
Am östlichen Ortsrand befand sich einst eine Maulbeerplantage, um Futter für die Seidenraupen zu liefern. Die Seidenraupenzucht scheiterte zwar nach einigen Jahren, aber die Textilfabriken (es gab damals noch das „kleine Fabriquenhaus“) produzierten 1765 mit etwa 250 Menschen „blaustreifigen Bettparchent, weißen Futterparchent, Leinewand, gewürfelten Bettleinen und gebördete Drelle zu Tafeltüchern“. Der Flachsanbau, die Leinenspinnerei und -weberei gaben von der Mitte des 18. Jahrhunderts bis etwa zur Mitte des 19. Jahrhunderts vielen Tagelöhnern und Leinenwebern und ihren Familien Brot und Arbeit. Daneben arbeiteten in dieser Zeit auch viele Schliestedter als Dienstknechte auf dem Rittergut.
Das Pfarrhaus und das Gebäude des "großen Fabriquenhauses" existieren noch heute, allerdings nur als Wohngebäude.

### 20. Jahrhundert
1929 verkaufte die Baronin von Adelebsen, geborene von Schwicheldt, das Gut an den Staat, der es bis 1936 verpachtete. 1938 ging das Gut an die Braunschweiger Siedlungsgesellschaft über, die 1939 die Ländereien aufteilen und zwölf SS-Bauernsiedlerstellen einrichten ließ. Schliestedt sollte damals eine SS-Mustersiedlung werden.
Das Schloss beherbergte gegen Ende des Zweiten Weltkrieges wegen der Luftangriffe auf Braunschweig die Braunschweiger Staatsmusikschule, wurde 1945 vom Baron von Looz-Corswarem, einem bekannten Historienmaler, erworben und nach seinem Tod von dessen Frau 1950 an den Landkreis Wolfenbüttel verkauft. Im Juli 1950 wurde das vom Roten Kreuz in Bad Harzburg gegründete Altersheim in das Schloss Schliestedt verlegt und im April 1952 kam das Kreisaltenheim Schliestedt in den Besitz des Landkreises Wolfenbüttel, der es im Januar 1996 einem Pflegeunternehmen übereignete. Unter dem neuen Besitzer wurde das Schloss umfangreich renoviert und feierte im Jahre 2010 seinen 250sten Geburtstag. Sehenswert im Spiegelsaal des Schlosses sind unter anderem die Stuckarbeiten von Giuseppe Buzzi und die Malereien von Gregor Winck sowie an der Außenfassade der rokokoverzierte Mittelrisalit.
Bis 1964 gab es in Schliestedt eine Dorfschule. Danach besuchten alle Schulkinder die Mittelpunktschule in Schöppenstedt. Das ehemalige Schulgebäude wird heute als Wohnraum und Dorfgemeinschaftshaus genutzt.
Am 1. März 1974 wurde Schliestedt in die Stadt Schöppenstedt eingegliedert.

## Heute
Die Wirtschaft besteht heutzutage hauptsächlich aus Landwirtschaft und dem örtlichen privat geführten Senioren- und Altenpflegeheim, das im Schliestedter Schloss und in den umliegenden Gebäuden untergebracht ist. Schliestedt hat einen eigenen Sportverein, die Freiwillige Feuerwehr Schliestedt/Eitzum und die Reitschule Schloss Schliestedt mit Dressur- und Springausbildung bis Klasse S.

Schliestedt, Nordwestrand des Ortes
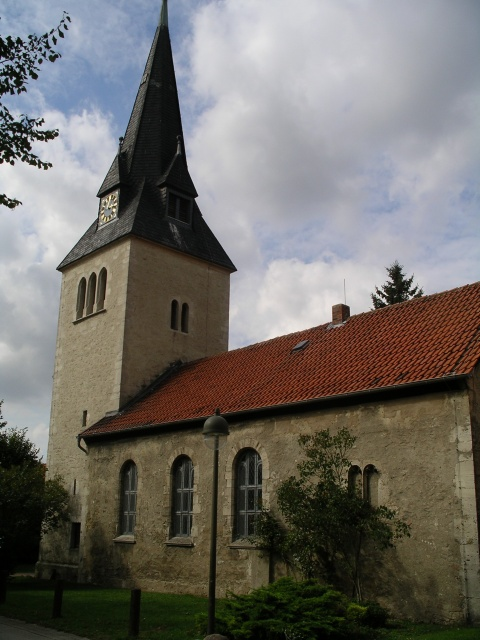
Schliestedter Kirche
Schliestedter Pfarrhaus
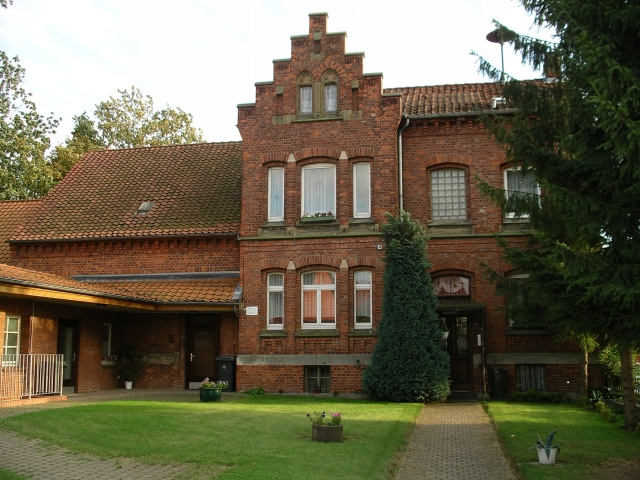
Ehemalige Dorfschule
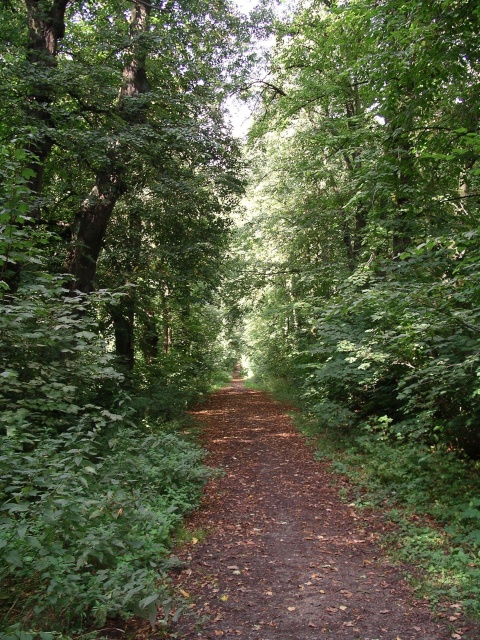
Schliestedter Schlosspark

## Persönlichkeiten
- Anton von der Streithorst (1562/63–1625), braunschweigischer Staatsmann, Gutsherr in Schliestedt
- Philipp Julius Rehtmeyer (1678–1742), Historiker, Sohn des Schliestedter Pastors Rudolf Heinrich Rethmeyer
- Heinrich Bernhard Schrader von Schliestedt (1706–1773), braunschweigischer Minister bei Herzog Carl I. von Braunschweig-Wolfenbüttel
- Franciscus Antonius Knittel (1721–1792), Pastor in Schliestedt und Generalsuperintendent in Wolfenbüttel
- Heinrich August Wilhelm von Bülow (1782–1839), Gutsherr in Schliestedt, Oberforstmeister in Walkenried und Blankenburg
- Georg Stölting (1836–1901), Sohn des Schliestedter Pastors Bruno Wilhelm Ferdinand Stölting, deutscher Schul- und Seminardirektor in Wolfenbüttel und Rektor in der Bürgerschule von Calvörde